# 南山摩崖造像
南山摩崖造像位於重庆市大足区城区南面约2公里的南山之巅的玉皇观内，古称广华山，是世界文化遗产大足石刻的重要组成部分。南山石刻主要开凿于南宋绍兴年间（1131~1162年），明清有增补，属道教石刻，展现了宋代完美的道教神系，是中国南宋时期雕刻最精美、神系最完备的道教造像群，是道教演变史的重要资料。

## 石刻分布
南山石刻共编有15号，有造像5龛窟（分别为真武大帝像、后土三圣母像、三清像、佛道合龛、龙洞）、宋碑5通（分别为大足县令何光震饯行碑、知剑州张宗彦诗碑、知昌州何格非诗碑、邓早跋碑、吕元锡诗碑）、题记7则、清碑15通、民国楹联1则、碑刻题记共28通（则）。其中重要的有：
- 第1号真武窟。宋刻，高2.35米，宽2.75米，深1.65米，后壁为真武大帝坐像，左脚踏鬼，右脚踩象，形象庄严。窟顶有一太极图。右壁有明正德九年（1521年）信士王伯富舍财立香炉镌记。
- 第4号圣母龛。宋刻，高3.15米，宽2.75米，深1.63米，正壁刻三圣母并坐。
- 第5号三清洞。宋刻，洞窟形，高3.91米，宽5.08米，深5.58米，窟内平面成“回”字形，上窟正壁刻三清坐像，下窟正壁凿一石台，台上造像不存。龛额横刻“三清古洞”4字。窟左、右、后壁有门形台基，刻有6排共360应感天尊立像，现存231尊。
  - 何光震饯郡守王梦应记碑（大足县令何光震饯行碑），刻于三清洞右外壁，全文共602字，碑成于南宋淳祐十年（1250年）冬十月望，碑文记载了了宋末四川内郡防御空虚、蒙古军入蜀以来四川内郡残破的社会历史情况，印证并补充了余玠治蜀的政绩，是现存余玠治蜀、“西土中兴”阶段中最早、字数最多、保存最完整的历史文物，是大足石刻宋代碑记的最晚者，具有“以碑证史”、“以碑补史”、“以碑断代”的重要价值。[3][1]
- 第15号龙洞。宋刻，窟形，高5.46米，宽2.10米，深1.85米，后壁有一龙，身有鳞甲，前爪凌空，后爪蹲地，在道教石窟中相当罕见。[4]

## 文物级别
- 1956年8月16日公佈為四川省第一批歷史及革命文物保護單位[5]
- 1980年7月7日重新公佈為四川省第一批文物保護單位[6]
- 1987年1月23日列為重慶市第二批市級文物保護單位初定名單[7]
- 1996年11月20日列為第四批全國重點文物保護單位，歸入北山摩崖造像[8]
- 1999年12月1日作为大足石刻的组成部分，被列入世界文化遗产[9]
- 2000年9月7日列为第一批重庆市文物保护单位，归入北山摩崖造像[10]